# Episodi di Baby Daddy (seconda stagione)
La seconda stagione della serie televisiva Baby Daddy è stata trasmessa negli Stati Uniti dal 29 maggio all'11 dicembre 2013 sul canale ABC Family.
In Svizzera, la serie è in onda per la prima volta in lingua italiana su RSI La1 dal 20 aprile 2015.
In Italia è andata in anteprima nel corso del 2015 su Mediaset Infinity ed è stata trasmessa dal 30 settembre 2015 su Joi, canale pay della piattaforma Mediaset Premium, mentre in chiaro è stata trasmessa per la prima volta dal 19 settembre al 10 ottobre 2016 su Italia 1.
| nº | Titolo originale                  | Titolo italiano                     | Prima TV USA     | Prima TV Svizzera |
| -- | --------------------------------- | ----------------------------------- | ---------------- | ----------------- |
| 1  | I'm Not That Guy                  | Appuntamenti mancati                | 29 maggio 2013   | 20 aprile 2015    |
| 2  | There's Something Fitchy Going On | Serate speciali                     | 5 giugno 2013    | 21 aprile 2015    |
| 3  | The Wheeler and Dealer            | Wheeler la selvaggia venditrice     | 12 giugno 2013   | 22 aprile 2015    |
| 4  | New Bonnie vs. Old Ben            | Festa selvaggia                     | 12 giugno 2013   | 23 aprile 2015    |
| 5  | The Slump                         | Crollo                              | 19 giugno 2013   | 24 aprile 2015    |
| 6  | Ben's Big Gaycare Adventure       | Coppie scoppiate                    | 26 giugno 2013   | 27 aprile 2015    |
| 7  | On The Lamb-y                     | La pecorella smarrita               | 10 luglio 2013   | 28 aprile 2015    |
| 8  | Never Ben in Love                 | Mai stato innamorato                | 17 luglio 2013   | 29 aprile 2015    |
| 9  | All's Flair in Love and War       | Tutto è lecito in guerra e in amore | 24 luglio 2013   | 30 aprile 2015    |
| 10 | Test Anxiety                      | Ansia da esame                      | 31 luglio 2013   | 1º maggio 2015    |
| 11 | Whatever Lola Wants               | Derubati                            | 7 agosto 2013    | 4 maggio 2015     |
| 12 | The Christening                   | Il battesimo                        | 14 agosto 2013   | 5 maggio 2015     |
| 13 | All Riled Up                      | Il ragazzo perfetto                 | 21 agosto 2013   | 6 maggio 2015     |
| 14 | The Emma Dilemma                  | Il gruppo di gioco                  | 28 agosto 2013   | 7 maggio 2015     |
| 15 | Surprise!                         | La festa a sorpresa                 | 4 settembre 2013 | 8 maggio 2015     |
| 16 | Emma's First Christmas            | Il primo Natale di Emma             | 11 dicembre 2013 | 11 maggio 2015    |

## Appuntamenti mancati
- Titolo originale: I'm Not That Guy
- Diretto da: Michael Lembeck
- Scritto da: Dan Berendsen

### Trama
Ben realizza i suoi sentimenti per Riley. Questa lo invita ad un party di lavoro e Ben accetta volentieri. Dato che Danny prova ancora qualcosa per Riley, le chiede se ha intenzione di andare fino in fondo e la ragazza sembra essere decisa. Tucker scopre, però, che una certa Susie Kettle ha postato una foto con Ben su un sito web che ridicolizza gli uomini che dicono di chiamare una donna, ma poi non lo fanno; il che rattrista molto Riley. Così, Ben tenta di far capire a Susie le sue intenzioni in modo da farsi levare dal sito e cerca di evitare di atteggiarsi da playboy per farsi perdonare da Riley. Danny, intanto, inizia una relazione con una top model russa di nome Milena e Tucker gli chiede di organizzare un doppio appuntamento con Milena e una delle sue amiche. Nel frattempo, Riley chiede a Danny di farle d'accompagnatore ma non appena Ben convince Susie, chiede a Danny di annullare i suoi progetti con Riley in modo da essere la sua unica opzione e il ragazzo accetta. Bonnie, dopo aver conosciuto in un bar Marcus, si incontra con questo per un appuntamento, ma l'uomo si rivela essere tremendamente noioso. La donna, nella fretta di scappare, porta accidentalmente a casa il bambino sbagliato al termine dell'incontro. Ben dunque, dovendo andare alla ricerca di Emma, abbandona Riley e chiede a Danny di giungere da lei. Danny alla festa vede che Riley ha già incontrato il dottor Fitch Douglas, un giovane medico, per il quale sembra provare interesse. Anche Ben giunge al party e vede la stessa cosa. Ne rimane sconvolto.

## La festa a sorpresa
- Titolo originale: Surprise!
- Diretto da: Michael Lembeck
- Scritto da: Dan Berendsen

### Trama
Ben crede di aver perso i documenti dell'affido esclusivo di Emma e ne parla con sua madre che lo tranquillizza dicendogli di averli custoditi lei. Una volta recuperati i documenti, si rende conto che non hanno alcun valore e che la madre di Emma dovrà rifirmarli. Con un escamotage allora Angela viene invitata al bar per firmare dei moduli per partecipare a un film ma, quando si rende conto che sono dei documenti relativi a sua figlia, chiede di poter vedere una foto della piccola prima di sparire per sempre. È anche il giorno del compleanno di Riley e Ben, dopo aver saputo da Danny che la ragazza lo ama, organizza una festa a sorpresa. Durante la festa a sorpresa irrompe Angela che dice di rivolere Emma indietro.

## Il primo Natale di Emma
- Titolo originale: Emma's First Christmas
- Diretto da: Michael Lembeck
- Scritto da: Ben Montanio e Vince Cheung

### Trama
Ben vuole regalare ad Emma un Natale davvero speciale e cerca di comprarle un regalo molto in voga tra i bambini. Purtroppo il centro commerciale non ne ha più a disposizione così per riuscire ad averlo si fa assumere da un centro commerciale insieme a Danny. Per una serie di sfortunate coincidenze, sia Ben che Danny rimangono intrappolati in una stazione degli autobus lontani da casa. Nel frattempo, Bonnie cerca di organizzare un Natale perfetto per Riley e Tucker cucinando per tutto il giorno e decorando la casa. Una volta saputo che i suoi figli non possono tornare a casa, Bonnie vuole annullare tutta la festa ma alla fine, convinta da Riley, raggiunge la stazione degli autobus e riesce a passare il Natale con tutta la sua famiglia e con tutte le persone che per un motivo o per un altro si trovano in stazione.